# Choppington
Choppington är en ort och civil parish i Storbritannien.   Den ligger i grevskapet och kommunen Northumberland i riksdelen England, i den centrala delen av landet, 400 km norr om huvudstaden London. Choppington ligger 28 meter över havet och antalet invånare är 3 001.
Terrängen runt Choppington är platt. Runt Choppington är det tätbefolkat, med 913 invånare per kvadratkilometer. Närmaste större samhälle är Newcastle upon Tyne, 19,6 km söder om Choppington. Trakten runt Choppington består i huvudsak av gräsmarker.